# A horvát nyelv magyar jövevényszavainak listája
Ezen a - nem teljes - listán a horvát nyelv magyar eredetű jövevényszavai láthatók:
- ašov - ásó
- baršun - bársony (horvát: pliš)
- bitanga - bitang (horvát: propalica, skitnica)
- bunda - bunda (horvát: / )
- cipela - cipellő (=cipő) (horvát: postole)
- čardaš - csárdás (horvát: / )
- čipka - csipke
- čizma - csizma (horvát: škornja)
- čopor - állatcsoport, nyáj, falka
- đumbir - gyömbér (horvát: / )
- gulaš - gulyás (horvát: žvacet)
- gumb - gomb
- hajduk - hajdu (horvát: razbojnik)
- husar - huszár (horvát: konjanik )
- karika - karika (horvát: veriga, alka)
- kečiga - kecsege (horvát: kljunara)
- kočija - kocsi (horvát: karoca)
- lopov - lopó (=tolvaj) (horvát: lupež, tat)
- lopta - labda (horvát: / )
- mamlaz - mamlasz (horvát: spadalo)
- marva - marha (horvát: stoka)
- pandur - pandur (horvát: pozornik, redarstvenik)
- roštilj - rostély (horvát: gradele)
- salaš - tanya
- soba - szoba (horvát: odaja, kamara)
- šargarepa - sárgarépa (horvát: mrkva)
- tabla - tábla (horvát: ploča) < latin. tabula
- teret - teher (horvát: tovar)
- sablja - szablya (horvát: mač)
- šogor - sógor (horvát: šurjak)
- varoš - város